# Ludovic Pollet
Pour les articles homonymes, voir Pollet.
Ludovic Pollet, né le 18 juin 1970 à Vieux-Condé (Nord), est un footballeur français, devenu entraîneur.

## Biographie
Joueur professionnel de 1991 à 2006, au poste de défenseur, Ludovic Pollet dispute 134 matchs de première division du championnat de France, sous les couleurs de l'AS Cannes (de 1991 à 1995) puis du Havre AC (de 1995 à 1999). En septembre 1999, il est prêté en Angleterre, à Wolverhampton Wanderers (club de deuxième division), qui lève son option d'achat après quelques semaines. Il y reste quatre saisons, et en est élu joueur de l'année en 2000.
De retour en France en 2003, il termine sa carrière à l'USL Dunkerque, en CFA, dont il intègre le staff en 2006. Il est finalement nommé entraîneur du club en 2010. Début 2012, il démissionne en cours de saison pour raisons personnelles. En juin 2012, il signe comme entraîneur à Tarbes.
En décembre 2015, il est nommé entraineur de Gravelines.
Il prend la direction de la formation de l'AS Cannes le 4 juin 2018, avant de prendre en charge l'équipe première le 14 septembre après le départ de Michel Pavon.

## Statistiques
| Période         | Club                    | Matchs (buts) |
| --------------- | ----------------------- | ------------- |
| 1991-1995       | AS Cannes               | 38 (3)        |
| 1995-sept. 1999 | Le Havre AC             | 103 (0)       |
| sept. 1999-2003 | Wolverhampton Wanderers | 79 (7)        |
| nov.-déc. 2002  | → Walsall FC            | 5 (0)         |
| 2003-2006       | USL Dunkerque           | 57 (3)        |